# Лебедев, Иван Иванович (драматург)
Иван Иванович Лебедев (1859—1945) — русский поэт, прозаик, драматург.

## Биография
Родился 23 июля (4 августа) 1859 года в селе Тёплом Данковского уезда Рязанской губернии (ныне Данковский район) в семье было двенадцать человек детей, из которых Иван Лебедев был седьмым. Отец Лебедева — мещанин (был сторожем на скотобойне, кабатчиком), разорившись, оставил многодетную семью без средств к существованию; мать — крестьянка. Окончил трёхклассное городское училище (1873). Около года служил у брата-кабатчика. В 1875 году получил должность помощника конторщика на винокуренном заводе в Тамбовской губернии. Занимался самообразованием. В 1876 году дебютировал в печати стихотворением «Другу-бедняку». В 1880—1890-е годы Лебедев сотрудничал в журналах «Будильник» (1883, 1887), «Родина» (1887), «Чтение для народа» (1887—1888), «Развлечение» (1897—1898), «Живописное обозрение», «Осколки» (1898), газеты «Свет», «Минута», «Наш век», «Новости», «Неделя», а также в провинциальных газетах. Его юмористические и лирические стихотворения, рассказы, фельетоны и корреспонденции частично вошли в книгу «Занозы и слёзы» (1884).
Жить на литературные заработки Лебедеву не удавалось. Лишившись должности на винокуренном заводе (1891), он пытался стать арендатором, но
быстро разорился. Несколько лет провёл в скитаниях (Киев, Волынская губерния, Саратов), «часто и подолгу бывал без определённых занятий, спасаясь от голода жалкими грошами за стихи и корреспонденции». В 1900 году переехал в Москву, где стал членом (одновременно с С. А. Найдёновым) коммерческой биржевой артели (вскоре был избран её старостой). Познакомился с И. А. Белоусовым, С. Д. Дрожжиным, посещал собрания Суриковского литературно-музыкального кружка.
С 1902 года жил в Самаре. Входил в число издателей общественно-политических газет «Судьба» (1907) и «Говор», сатирического журнала «Хлыст» (1907—1908). Печатался в журнале «Жало» (1908) и газете «Волжское слово» (1908), где публиковал заметки, фельетоны, театральные рецензии. Затем жил в Саратове, Орле и городе Лебедянь Тамбовской губернии. Участвовал в создании потребкооперации, печатался в газетах Поволжья и Юга России: «Чернозёмный край» (Тамбов), «Саратовский дневник», «Самарская газета», «Сызранское утро», «Судьба» (Самара).
По совету Найдёнова начал писать пьесы. Успех на провинциальной сцене имела написанная в 1905 году первая пьеса Лебедева «Божья коровка», в которой изображалась горькая участь интеллигентов-просветителей в атмосфере косной деревенской жизни. Наиболее характерна для творчества Лебедева пьеса «Голодные и сытые» (1914), не пропущенная цензурой к постановке и изданию, и опубликованная только после 1917 года. Пьесе «Голодные и сытые» в январе 1920 года А. В. Луначарский посвятил отдельную статью. Лебедев написал более двадцати пьес, преимущественно из деревенского быта: «Башня счастья», «Верное средство», «Безбожники», «Земля пробудилась» и др.
В 1917 году Лебедев был избран от Рязанской и Тамбовской губерний в состав Всероссийского бюро Центросоюза. С 1920 года жил в Москве. В 1924 году почти полностью потерял зрение, но продолжал активно заниматься литературным трудом. Выпустил сборники рассказов «Просеки» (1925), «О красных и белых» (1926), «Смехота» (1928), повести «Васятка Хорёк» (1927), «Прошкина юность» (1928), книгу пьес «Скоморох» (1927), «Сборник пьес» (1930, 1938), книгу коротких рассказов и воспоминаний «Из давних лет» (1940).
В 1927 году отмечался полувековой юбилей литературной деятельности Лебедева. Был выпущен сборник пьес юбиляра «Скоморох» с предисловием Луначарского. Лебедеву было присвоено звание заслуженного деятеля искусств. Почти до конца 1942 года Лебедев жил в Москве. Последние годы жизни, будучи совсем слепым, он провел в Богородском доме пенсионеров Ивановской области, где и скончался в мае 1945 года.